# Greensand
Greensand (« sables verts » en anglais) est un projet pilote de géo-ingénierie situé au Danemark lancé par la compagnies anglaise de la chimie Ineos et l'énergéticien allemand Wintershall Dea, qui consiste à stocker géologiquement des millions de tonnes de CO2 sous la mer du Nord à partir de 2024. En phase pilote, ce projet est inauguré le 8 mars 2023 par le prince héritier Frederik à Esbjerg, ville côtière du sud-ouest du Danemark et devrait permettre de stocker jusqu'à 1,5 million de tonnes de CO2 par an d'ici 2025 ou 2026, puis jusqu'à 8 millions de tonnes de CO2 par an en 2030. Ce site de stockage de dioxyde de carbone est situé à 1.800 mètres sous le sol de la mer du Nord, dans un ancien gisement pétrolier où selon les porteurs du projet la sécurité et l’étanchéité sont garanties, et le sous-sol stable du point de vue sismique. L’infrastructure de forage et de pompage déjà en place peut ainsi resservir à l’injection du CO2, ce qui permet de baisser les coûts et de garder le personnel de la plateforme.
Le CO2 injecté proviendra de sites industriels chimiques situés en Belgique, puis en Allemagne  et sera transporté sous forme liquéfiée depuis le port d'Anvers. Ce projet a reçu le soutien de la présidente de la Commission européenne Ursula von der Leyen.
En novembre 2023, Ineos associe l’entreprise Aquaterra Energy au projet Greensand.